# داكوتا إيرنست
داكوتا إيرنست (بالإنجليزية: Dakota Earnest)‏ هي ترامبولينية ‏ أمريكية، ولدت في 16 نوفمبر 1993 في لوبوك في الولايات المتحدة.

## وصلات خارجية
- داكوتا إيرنست على موقع الاتحاد الدولي للجمباز (biography) (الإنجليزية)
- داكوتا إيرنست على موقع الاتحاد الأمريكي للجمباز (الإنجليزية)